# جفری بیکز
جفری بیکز، (به انگلیسی: Jeffrey Bewkes) (زاده ۲۵ مه ۱۹۵۲) کارآفرین، بازرگان و مدیر ارشد اجرایی آمریکایی است، که اکنون به‌عنوان مدیر عامل اجرایی و رییس هیئت مدیره شرکت تایم وارنر فعالیت می‌کند.